# Návrh léčiv
Návrh léčiv (anglicky Drug design) přesněji označený jako racionální návrh léčiv je proces hledání nových léčiv založený na znalosti biologických cílů. Léčivo je nejčastěji malá organická molekula která aktivuje, nebo inhibuje funkce biomolekul jako jsou například proteiny což vede k terapeutickému prospěchu pacienta. V nejběžnějším případě návrh léčiv zahrnuje návrh molekul které jsou komplementární svým tvarem a nábojem ke biomolekule na kterou cílí a vážou se na ni. Návrh léčiv často, ale ne nezbytně závisí na technikách počítačového modelování Drug design který je závislý na 3D struktuře cílené biomolekuly se nazývá návrh léčiva na základě známé struktury vazebného místa. Kromě malých organických molekul vzrůstá důležitost vývoje biofarmak na bázi peptidů a terapeutických protilátek a s tím četnost používání výpočetních metod pro zlepšení afinity, selektivity a stability.
Fráze „návrh léčiv“ je do jisté míry nepřesný pojem. Přesnějším termínem by byl návrh ligandu (tzn. návrh molekuly, která se bude pevně vázat na svůj cíl). I přesto, že jsou techniky návrhu designu pro předpověď vazebné afinity vcelku úspěšné, důležitou roli hraje také mnoho jiných důležitých vlastnosti vlastnosti jako biodostupnost, biologický poločas, vedlejší efekty atd. Tyto parametry se předně musí optimalizovat před tím, než se lék stane bezpečným a účinným. Zmíněné další vlastnosti je často obtížné předpovídat výpočetními technikami návrhu léčiv. Kvůli vysokému procentu vyřazených léčiv v klinické fázi testování se začíná klást důraz na počáteční proces návrhu a selekci léčiv jejichž fyzikálně-chemické vlastnosti jsou předpovězeny jako méně problematické pro vývoj léku a povedou tak pravděpodobněji ke schválení a prodeji. Dále se výpočetních metod čím dál více využívá jako doplněk pro In vitro experimenty v prvopočátcích objevu léčiv pro selekci sloučenin s více příznivým ADME (absorpce, distribuce, metabolismus, exkrece).

## Historie vývoje léčiv
První izolovanou chemickou látkou s prokázanými léčivými účinky (úleva od bolesti) byl morfin, který byl získán roku 1806 z makovic. To odstartovalo řadu získaných léčivých extraktů z rostlin. Rozmach objevu nových léčiv nastal v průběhu 60. let 20. století s tím, jak se zlepšovaly metody testování potenciálních nových léčiv. Důraz byl kladen především na bezpečnost léčby.
Na otázku, kde dnes hledat nová léčiva, není jednoduchá odpověď. V minulosti byla nová léčiva vyhledávána v přírodě, dnes se nabízí semisyntetický přístup, neboli chemická modifikace získané přírodní sloučeniny, popř. syntetické látky mimikující přírodní látky, nebo syntéza látek s farmakoforem, který byl odvozen od přírodních látek. Poslední variantou je plně syntetická cesta.
Jednoznačný návrh léčiva je nicméně obtížný. Je třeba znát cíl léčiva, brát v úvahu metabolizaci léčiva a jeho potenciální vedlejší účinky. Zároveň se jedná o velmi nákladný proces (cca 2 mld. USD). Velkou část této sumy je využita na realizaci biologických a klinických testů, které mohou trvat několik let a výsledkem může být, že žádná z kandidátních látek testami neprojde, co znamená obrovské mrhání zdroji a financí. Proto in silico metody znamenají značné zlevnění, zrychlení a usnadnění celého procesu. Fyzicky jsou dnes mnohé potenciální léčiva testovány pomocí High Throughput Screeningu (HTS). Ze in silico metod se zde nabízí dokování, které do jisté míry může nahradit kvantum biologických testů, a tedy i ušetřit prostředky.

## Léčivo
Molekula, která je současně i léčivem, musí splňovat několik kritérií. Je potřebné, aby byla molekula dostatečně účinná (kvalitativní vlastnost), co znamená, že v organismu dosáhne daný terapeutický efekt. Další potřebnou vlastností je bioaktivita (kvantitativní vlastnost), pod kterou rozumíme množství látky potřebné k dosáhnutí žádaného terapeutického efektu. Je samozřejmé, že z hlediska toxicity je vhodné, aby množství potřebné látky bylo co nejnižší. Hodnotí se také biodostupnost, co znamená, že látka je po uvedení do organismu schopná dostat se k určenému biologickému cíli. Biodostupnost můžeme ovlivnit samotným charakterem molekuly, tedy už při samotném drug designu. Dále je vhodné, aby byla molekula:
- netoxická
- chemicky a metabolicky stabilní
- rozpustná

Všechny tyto faktory umíme predikovat v rámci racionálního drug designu, a to posuzováním tzv. „drug-likeness“ molekul (míra, jak velmi jsou látky podobné s již existujícími léčivami s prokázanými vlastnostmi). Můžeme tak učinit na základě některých parametrů a využít například Lipinského pravidlo pěti, Opreovy pravidla, vybrat často se vyskytující strukturní motivy, časté funkční skupiny, nebo naopak vyloučit látky s nezajímavými funkčními skupinami (např. estery, které se lehce degradují esterázami a proteázami), můžeme využít i skórovací funkce.
Důležitost predikování vlastností léčiva (ligandu biologického cíle) tkví ve faktu, že molekuly, které jsou navržené pouze na základě znalostí struktury daného cíle, prokázaly v dalších testech vážné vedlejší účinky. Mohou tedy pomoct ve výběru kandidátních molekul.
Stále aktuální metodou hledání nových léčiv je však nadále historická metoda objevu léčivých látek pokus-omyl, co znamená syntéza látek podrobených biologickým testům na buněčných kulturách nebo na zvířatech, na základě kterých může být látka přesunuta do dalších fází testování (klinické zkoušky), i těch navrhnutých drug designem, protože ve výpočetních metodách jsou v současnosti ještě mnohé omezení a nelze úplně predikovat celkové chování léčiva v organismu.

## Syntetická dostupnost léčiva[1]
Neméně podstatným parametrem nového léčiva je i jeho syntetická dostupnost, tedy reálná příprava organické sloučeniny. Ta je ovlivněna více faktory, především dostupností výchozích látek, složitostí přípravy produkt, reaktivitou a stabilitou produktu. Syntetická dostupnost dané látky se navíc, díky novým postupům organické syntézy, mění v čase. Pro nejednoznačné vnímání pojmu se syntetická dostupnost popisuje pouze kvalitativně (sloučenina je hůře či lépe syntetizovatelná).
Manuální posouzení syntetické dostupnosti je časově a logisticky náročný proces, závěry odborníků ohledně syntetické dostupnosti konkrétní sloučeniny bývají mnohdy dosti rozdílné a nejednotné. Proto se využívá metod počítačového odhadu syntetické dostupnosti, které jsou sice mnohem konzistentnější, ale jejich hlavní nevýhodou je chybějící databáze synteticky těžko dostupných látek.
Odhad syntetické dostupnosti lze provádět pomocí počítačových metod, konkrétně využitím technik:
- Výpočet komplexity produktu (čím komplexnější struktura, tím hůře syntetizovatelný produkt)
- Retrosyntetická analýza (čím více syntetických kroků, tím hůře syntetizovatelný produkt)
- Hodnocení dostupnosti výchozích látek

## Typický průběh projektu
Na počátku každého projektu souvisejícího s návrhem nového léčiva stojí povětšinou konkrétní choroba. Dalším krokem je tedy definovaní biologického cíle, tzn. proteinu, sekvence DNA, receptoru, metabolického meziproduktu, cizorodé látky apod., který je přímo či nepřímo zodpovědný za indukci a/nebo průběh dané nemoci. Definování takového biologického cíle (např. izolace kandidátního proteinu, jeho charakterizace) v závislosti na jeho povaze může trvat zhruba 2-5 let. Následným krokem je návrh či nalezení efektivní látky s dostatečnou účinností a afinitou vůči biologickému cíli, což je proces trvající rovněž okolo 2-5 let. Posléze probíhá předklinické testování této účinné látky zahrnující zvláště testování toxicity, karcinogenity, teratogenních účinků, vyloučení nedostatečné účinnosti, eliminace nespecifických reakcí a dále třeba návrh optimální koncentrace daného léčiva. Toto testování probíhá na testovacích modelech, tedy převážně na pokusných zvířatech nebo např. na in vitro buněčných kulturách (lidské nádorové buňky, totipotentní lidské embryonální buňky). Předklinické testy trvají 1 až 3 roky. Důležitou další fází návrhu léčiva je jeho formulace, tzn. definování cesty vstupu a určení formy léčiva (tablety/čípky/masti/injekční podání). Následují klinické zkoušky, které mohou trvat až 10 let, po kterých následuje v případě úspěchu léčiva v předklinických i v klinických zkouškách FDA povolení (v ČR: povolení SÚKL).

## Možné důvody selhání projektu
- Neexistence testovacího modelu: Léčivo nikdy nelze testovat přímo na lidech, proto je vždy zapotřebí disponovat vhodným testovacím modelem.
- Vzácná choroba: Budoucí zisky by nepokryly náklady spojené s vývojem a testováním léčiva.
- Nalezení látky jen s nedostatečnou aktivitou: Špatná biodostupnost, toxicita látky, teratogenita atd.
- Aktivní látka je již patentována: Produkt nemusí být lepší, než produkt konkurence. Musí být alespoň tak dobrý, jako jejich a současně patentovatelný pod naším jménem.

## Cíle léčiva
Biomolekulární cíl (nejčastěji bílkovina nebo nukleová kyselina) je klíčová molekula zahrnutá do konkrétní metabolické, nebo signální dráhy spojené s konkrétní nemocí, patologickým stavem, infekcí, mikrobiálním patogenem. Potencionální cíle léčiva není nutně příčina vzniku nemoci, ale cílem může být modifikace nemoci. V některých případech se léčivo v podobě malých molekul navrhuje tak aby podpořilo, nebo inhibovalo funkci specifické dráhy pro danou nemoc. Malé molekuly (receptorový agonista, antagonista, inverzní agonista, modulátory, aktivátory a inhibitory enzymů, blokátory a otvírače iontových kanálů) jsou navrhovány tak, aby byly komplementární k vazebnému místu cílené molekuly. Při navrhování nízkomolekulárních léčiv je snaha vyvinou léčivo tak aby působilo jen na jedno konkrétní místo, současně tedy předpokládáme, že biologický cíl je „druggable“ (navázáním malé molekuly se mohou měnit jeho vlastnosti). V opačném případě může podání léčiva způsobovat nežádoucí vedlejší efekty. Molekuly s podobnými vazebnými místy, nebo podobné skrze sekvenční homologii mají největší šanci ke zkřížené reaktivitě a je u nich zvýšená šance k vedlejším efektům.
Léčivem jsou nejčastěji malé organické molekuly produkované chemickou syntézou, modifikací organických sloučenin tvořených organismy. Také se zvyšuje množství léčiv vyprodukovaných čistě biologickým procesem.

### Typy
Využívají se dva základní přístupy k návrhu léčiv. První je návrh léčiva na základě ligandu (ligand-based drug design) a druhý návrh léčiva na základě struktury (structure-based drug design).

#### Návrh léčiva na základě struktury ligandu
Je to nepřímý návrh léčiva. Tento způsob závisí na znalosti jiných molekul, které se vážou na cíl, který nás zajímá. Tyto další molekuly mohou být použity k odvození farmakoforového modelu, který definuje minimální strukturní podobnost k tomu, aby se molekula vázala na cíl. Jinými slovy, model biologického cíle může být postaven na znalosti toho, co se na něj váže a tento model může být zpětně použit k návrhu molekul které se na cíl budou vázat také.
Alternativou může být Modely kvantitativní závislosti aktivity na struktuře (QSAR). Ty využívají korelace mezi vypočítanými vlastnostmi molekul a jejich experimentálně stanovenou biologickou aktivitou. Data získaná touto metodou mohou být zpětně použita pro předpověď aktivity nových analogů.

#### Návrh léčiva na základě struktury cíle
Je to přímý návrh léčiva. Tento způsob závisí na znalosti 3D struktury biologického cíle. Prostorová struktura cíle se nejčastěji získává analytickými metodami jako je Rentgenová krystalografie a Spektroskopie nukleární magnetické rezonance. Pokud cílová struktura není dostupná, je možné vytvořit homologický model cíle na základě struktury příbuzného proteinu. Za použití struktury biologického cíle se modelují potencionální léčiva u kterých se předpokládá vysoká afinita a selektivita k cíli. To za pomocí programů s grafickým rozhraním k tomu určeným a předpoklady medicinální chemie.
Současné metody se dají rozdělit do tří kategorií. První metoda je založená na identifikaci nových ligandů pro vybraný receptor pomocí prohledávání rozsáhlých databází 3D nízkomolekulárních látek s cílem najít takové, které by seděly do vazebného místa receptoru. Toto se provádí pomocí dokovacích programů a metoda je označována jako virtuální screening. Druhá metoda je de novo návrh nového ligandu. Tímto postupem se ligand vytváří na vazebném místě postupně sestavováním po malých kouscích. Tyto kousky mohou být jak jednotlivé atomy, tak fragmenty molekul. Hlavní výhoda této metody je tvorba zcela nových molekul, které neobsahuje žádná databáze. Třetí metodou je optimalizace známých ligandů hodnocením navržených analogů ve vazebném místě.

## Návrh léčiv a zelená chemie
Pojmem zelená chemie (anglicky Green chemistry) se rozumí koncept, zabývající se minimalizací negativního dopadu chemických procesů na životní prostředí a zdraví lidí. V dnešní době je toto téma velmi aktuální, zčásti i proto, že je jedním z pilířů Green Dealu. Zasahuje do všech oblastí chemického průmyslu, tudíž i do návrhu léčiv.
Farmaceutický průmysl produkuje více odpadu na jeden produkt než jakékoliv jiné odvětví velkoobjemového chemického průmyslu. To je pravděpodobně způsobeno komplexností těchto biologicky aktivních molekul a extrémně vysokým důrazem na čistotu.
Možností jak snížit ekologický dopad při výrobě léčiv je několik:
Volba rozpouštědel:
Při návrhu reakcí vedoucích k léčivu je kladen důraz na to, aby byla rozpouštědla co možná nejšetrnější k životnímu prostředí. Farmaceutická společnost GlaxoSmithKline uvedla, že 80 % jejich odpadu je spojeno právě s rozpouštědly. Existuje tedy snaha o používání solventů označovaných jako „zelených“ nebo nejlépe vody. Absolutně nevhodné jsou v tomto smyslu halogenovaná rozpouštědla jako například chloroform či jiné halogenderiváty, jelikož jsou neekologické a často i toxické. Taktéž se propaguje koncept reakcí, u kterých není potřeba rozpouštědlo vůbec.
Katalyzátory:
Použití katalyzátorů obecně usnadňuje průběh reakce snížením aktivační energie. Tím se může snížit reakční doba, potřebná teplota nebo další různé reakční podmínky. Mezi často užívané katalyzátory se řadí ty na bázi kovů, jako jsou platina či paladium. Ty však samy o sobě nejsou příliš ekologicky přívětivé kvůli jejich problematické likvidaci a časté toxicitě. Řešením je biokatalýza, využívající enzymů či jiných biologických katalyzátorů a organokatalýza, jež místo kovů využívá různých malých organických molekul.
Volba reagentů:
Výchozí látky pro vývoj léčiv by měly být voleny takové, aby byly co nejefektivněji využité a tím snížili tvorbu zbytečného odpadu na minimum. Dále, pokud je to možné, tak se neobnovitelné suroviny (např. ropa) nahrazují obdobnými látkami z obnovitelných zdrojů (např. rostlinné oleje).
Návrh léčiv by měl taktéž brát ohled na odbouratelnost léčiva tak, aby minimalizoval jeho environmentální stopu. To platí i pro vedlejší produkty a meziprodukty.
Nejen s těmito zásadami tedy dochází k překopávání již zarytých a časem odzkoušených reakcí, kde se volí postup tak, aby co možná nejvíce vyhovoval myšlenkám zelené chemie. Ta se tedy musí brát při návrhu léčiv v potaz, jelikož, i když bude nové léčivo sebelepší, bude-li cesta k němu znamenat velkou environmentální zátěž, skončí tento návrh v propadlišti dějin.  

## Využití farmakogenomiky při navrhování léčiv
Farmakogenomika zkoumá, jak genetické rozdíly ovlivňují individuální reakce na léky, s cílem zlepšit účinnost a bezpečnost léků přizpůsobením léčby genetickým profilům. Tento přístup se odchyluje od tradičního modelu, kdy každý pacient dostává stejnou dávku stejného léku, a ukazuje, že genetické rozdíly mohou významně ovlivnit metabolismus, účinnost a pravděpodobnost nežádoucích účinků léků. Farmakogenomika v klinické praxi umožňuje personalizovanou medicínu. Genetické testování může poskytovatelům zdravotní péče pomoci při výběru nejvhodnějšího léku a dávkování pro jednotlivé pacienty na základě jejich genetické výbavy, a tím zvýšit terapeutickou účinnost a minimalizovat riziko nežádoucích účinků.
Začlenění farmakogenomiky do vývoje léků zvyšuje předvídatelnost bezpečnosti a účinnosti nového léku. Genetické studie mohou předpovědět, jak budou na lék reagovat různé populace, což umožňuje navrhnout klinické studie zohledňující genetickou rozmanitost. Tento přístup zvyšuje pravděpodobnost úspěchu klinických studií a snižuje riziko nežádoucích účinků léků. Farmakogenomika také pomáhá identifikovat nové cíle pro léčiva. Studiem genetických variací spojených s nemocemi mohou vědci objevit nové dráhy a proteiny, na které lze cílit terapeutické látky. Tato strategie vede k vývoji léků, které jsou přesněji přizpůsobeny genetickým příčinám onemocnění, což zlepšuje výsledky léčby.
Farmakogenomika může zefektivnit proces vývoje léků. Díky identifikaci genetických faktorů, které ovlivňují reakci na léky v rané fázi vývoje, mohou farmaceutické společnosti lépe rozhodovat o tom, kterým kandidátům na léky se vyplatí věnovat více času a zdrojů, což může ušetřit čas a náklady spojené s uváděním nových léků na trh.
Navzdory svému potenciálu se začlenění farmakogenomiky do vývoje léčiv potýká s problémy, mezi něž patří potřeba rozsáhlých genetických údajů, složitost interakcí mezi geny a léčivy a etické aspekty související s genetickými informacemi. Pokračující pokrok v genomických technologiích však tyto problémy postupně řeší, což může v budoucnu vést k širšímu využití farmakogenomiky při objevování a vývoji léčiv.

## Použití AI při návrhu léčiv
Umělá inteligence (anglicky Artificial intelligence neboli AI) patří pod obor informatiky, který zahrnuje získávání informací, vytváření pravidlových systémů a napodobování lidského chování. V farmaceutickém průmyslu je AI používána k automatizaci, optimalizaci, vývoji a zlepšením účinností léků, polyfarmakologii a k výrobě personalizovaných léčiv.
Klasický metody vývoje léčiv jsou známe tím, že trvají dlouho, jsou dražší a méně efektivní, přičemž vývoj jednoho léčiva může zabrat 10 a více let a náklady spojené s výzkumem se šplhají k miliardám dolarů. Další nevýhodou spojenou s klasickými metodami je lidský faktor, kdy často docházelo k mnohým chybám, časovým zpožděním a neefektivnosti při návrhu léčiv.
Použití umělé inteligence řeší tyto problémy tím, že umožňuje zkoumání sloučenin s požadovanými vlastnostmi z rozsáhlého množství vstupních léčiv (chemické databáze) a tím je schopno AI zlepšit proces vedoucí k návrhu léků tím, že zvyšuje účinnost a přesnost předpovídání chování, interakcí a vlastností navrhovaných léčiv (předpovídá interakce mezi léky a proteiny, ale také mezi samotnými proteiny). Další výhodou AI je schopnost předpovědět bioaktivitu, fyzikálně-chemické vlastnosti (rozpustnost, vodíkové vazby, povrchová aktivita, stupeň ionizace atd.), toxicitu, vlastnosti ADME (absorpce, distribuce, metabolismus a vylučování) dané sloučeniny. Díky využití potenciálu AI modelů a rozsáhlých databází mohou výzkumní pracovníci zrychlit předpovědi, identifikaci a validaci potenciálních cílů léčiv.
Dále je AI využíváno na drug repurposing, což má za úkol nalézt nové terapeutické aplikace pro jíž existující léčiva, které nebyly dříve zkoumány s konkrétním léčebným postupem.

### Nástroje AI v návrhu léčiv
Tyto nástroje přispívají k rychlejšímu a efektivnějšímu a návrhu léčiv, což má velký význam pro farmaceutický průmysl. Příklady některých nástrojů jsou následovné:
- Generative Tensorial Reinforcement Learning (GENTRL) a ChemGAN ,  používají se k generování molekul.[11]
- EvoMol, OpenAI’s GPT, a DeepChem’s MoleculeNet (Generative Pre-trained Transformer) jsou platformy pro De Novo návrh  léčiv, což umožňuje vytváření nových molekul léků od začátku nebo modifikaci jíž existujících.[11]
- AutoDock, Rosetta a Schrödinger slouží ke afinity vazby mezi molekulami léků a cílovými proteiny.[11]
- Cheminformatics QSAR Toolbox, QSAR Models Database a software Dragon slouží pro analýzu a predikci.[11]

### Nobelova cena za chemii a role AI
V roce 2024 byla Nobelova cena za chemii udělena Demis Hassabis, John Jumper a David Bakerov. Tito vědci byli oceněni za významné přispění k řešení dlouhodobých problémů spojených se strukturou proteinů pomocí umělé inteligence. Demis Hassabis a John Jumper byli oceněni za vývoj AI modelů v AlphaFold, který dokáže s vysokou přesností předpovědět trojrozměrnou strukturu proteinů na základě jejich aminokyselinových sekvencí. Tato schopnost byla po mnoho desetiletí považována za obrovský vědecký problém, protože struktura proteinů je klíčová pro jejich funkci v biologických procesech. Jejich práce umožnila vědcům z celého světa rychleji rozumět proteinům, což má dopad na oblasti jako je vývoj léčiv, pochopení antibiotické rezistence a mnoho dalších. David Baker byl oceněn za vývoj nástrojů pro design nových proteinů, což otevírá možnosti vytvářet proteiny, které se v přírodě nevyskytují, a které mohou být využity například v medicíně nebo při vývoji nových materiálů.